# Puchar Świata w biathlonie 1994/1995
Puchar Świata w biathlonie 1994/1995 to 18. sezon w historii tej dyscypliny sportu. Pierwsze zawody odbyły się 8 grudnia 1994 r. w austriackim Bad Gastein, zaś sezon zakończył się 19 marca 1995 w norweskim Lillehammer. Najważniejszą imprezą sezonu były mistrzostwa świata w Anterselvie.
Klasyfikację generalną pań wygrała Francuzka Anne Briand. Druga w klasyfikacji była Białorusinka Swietłana Paramygina, a trzecie miejsce zajęła niemka Uschi Disl. Briand triumfowała również w klasyfikacji biegu sprinterskiego. W biegu indywidualnym najlepsza była Paramygina, w klasyfikacji sztafet wygrały Niemki, a w Pucharze Narodów triumfowały Francuzki.
Wśród panów triumf odniósł Norweg Jon Åge Tyldum, który wyprzedził dwóch Włochów: Patricka Favre i Wilfrieda Pallhubera. Klasyfikację sprintu wygrał kolejny Norweg, Ole Einar Bjørndalen, a w klasyfikacji biegu indywidualnego najlepszy był Patrick Favre. Wśród sztafet zwyciężyli Rosjanie, a w Pucharze Narodów triumfowali Włosi.

## Kalendarz
- Bad Gastein – 8 - 11 grudnia 1994
- Bad Gastein – 15 - 17 grudnia 1994
- Oberhof – 18 - 22 stycznia 1995
- Ruhpolding – 26 - 29 stycznia 1995
- Anterselva – 14 - 19 lutego 1995 (Mistrzostwa świata)
- Lahti – 9 - 12 marca 1995
- Lillehammer – 16 - 19 marca 1995

## Mężczyźni

### Wyniki
| 1. Bad Gastein, 8.12.1994 – 17.12.1994 | 1. Bad Gastein, 8.12.1994 – 17.12.1994 | 1. Bad Gastein, 8.12.1994 – 17.12.1994                                       | 1. Bad Gastein, 8.12.1994 – 17.12.1994                                            | 1. Bad Gastein, 8.12.1994 – 17.12.1994                                      |
| Data                                   | Konkurencja                            | miejsce                                                                      | miejsce                                                                           | miejsce                                                                     |
| -------------------------------------- | -------------------------------------- | ---------------------------------------------------------------------------- | --------------------------------------------------------------------------------- | --------------------------------------------------------------------------- |
| 8 grudnia 1994                         | Bieg indywidualny (20 km)              | Władimir Draczow                                                             | Tomasz Sikora                                                                     | Dmitrij Pantow                                                              |
| 10 grudnia 1994                        | Sprint (10 km)                         | Jon Åge Tyldum                                                               | Ole Einar Bjørndalen                                                              | Aleksiej Kobielew                                                           |
| 11 grudnia 1994                        | Sztafeta (4 × 7,5 km)                  | Rosja Wiktor Majgurow · Władimir Draczow · Eduard Riabow · Aleksiej Kobielew | Włochy René Cattarinussi · Andreas Zingerle · Pieralberto Carrara · Patrick Favre | Norwegia Frode Andresen · Halvard Hanevold · Ivar Ulekleiv · Jon Åge Tyldum |

| 2. Bad Gastein, 8.12.1994 – 17.12.1994 | 2. Bad Gastein, 8.12.1994 – 17.12.1994 | 2. Bad Gastein, 8.12.1994 – 17.12.1994                                          | 2. Bad Gastein, 8.12.1994 – 17.12.1994                                               | 2. Bad Gastein, 8.12.1994 – 17.12.1994                       |
| Data                                   | Konkurencja                            | miejsce                                                                         | miejsce                                                                              | miejsce                                                      |
| -------------------------------------- | -------------------------------------- | ------------------------------------------------------------------------------- | ------------------------------------------------------------------------------------ | ------------------------------------------------------------ |
| 14 grudnia 1994                        | Bieg indywidualny (20 km)              | Patrick Favre                                                                   | Wadim Saszurin                                                                       | Jaakko Niemi                                                 |
| 16 grudnia 1994                        | Sprint (10 km)                         | Sylfest Glimsdal                                                                | Oleg Ryżenkow                                                                        | Frank Luck                                                   |
| 17 grudnia 1994                        | Sztafeta (4 × 7,5 km)                  | Rosja Pawieł Muslimow · Władimir Draczow · Aleksiej Gajewoj · Aleksiej Kobielew | Norwegia Ole Einar Bjørndalen · Halvard Hanevold · Sylfest Glimsdal · Jon Åge Tyldum | Niemcy Ricco Groß · Peter Sendel · Frank Luck · Sven Fischer |

| 3. Oberhof, 19.1.1995 – 22.1.1995 | 3. Oberhof, 19.1.1995 – 22.1.1995 | 3. Oberhof, 19.1.1995 – 22.1.1995                               | 3. Oberhof, 19.1.1995 – 22.1.1995                                                        | 3. Oberhof, 19.1.1995 – 22.1.1995                                         |
| Data                              | Konkurencja                       | miejsce                                                         | miejsce                                                                                  | miejsce                                                                   |
| --------------------------------- | --------------------------------- | --------------------------------------------------------------- | ---------------------------------------------------------------------------------------- | ------------------------------------------------------------------------- |
| 19 stycznia 1995                  | Bieg indywidualny (20 km)         | Wilfried Pallhuber                                              | Patrice Bailly-Salins                                                                    | Eduard Riabow                                                             |
| 21 stycznia 1995                  | Sprint (10 km)                    | Aleksiej Kobielew                                               | Ricco Groß                                                                               | Ole Einar Bjørndalen                                                      |
| 22 stycznia 1995                  | Drużynowo (10 km)                 | Niemcy Frank Luck · Carsten Heymann · Ricco Groß · Sven Fischer | Austria Wolfgang Perner · Anton Lengauer-Stockner · Ludwig Gredler · Hannes Obererlacher | Szwecja Per Brandt · Anders Mannelqvist · Fredrik Kuoppa · Jonas Eriksson |

| 4. Ruhpolding, 26.1.1995 – 29.1.1995 | 4. Ruhpolding, 26.1.1995 – 29.1.1995 | 4. Ruhpolding, 26.1.1995 – 29.1.1995                         | 4. Ruhpolding, 26.1.1995 – 29.1.1995                                                | 4. Ruhpolding, 26.1.1995 – 29.1.1995                                             |
| Data                                 | Konkurencja                          | miejsce                                                      | miejsce                                                                             | miejsce                                                                          |
| ------------------------------------ | ------------------------------------ | ------------------------------------------------------------ | ----------------------------------------------------------------------------------- | -------------------------------------------------------------------------------- |
| 26 stycznia 1995                     | Bieg indywidualny (20 km)            | Patrice Bailly-Salins                                        | Fredrik Kuoppa                                                                      | Ricco Groß                                                                       |
| 28 stycznia 1995                     | Sprint (10 km)                       | Oleg Ryżenkow                                                | Ludwig Gredler                                                                      | Patrick Favre                                                                    |
| 29 stycznia 1995                     | Sztafeta (4 × 7,5 km)                | Niemcy Ricco Groß · Peter Sendel · Frank Luck · Sven Fischer | Włochy René Cattarinussi · Wilfried Pallhuber · Patrick Favre · Pieralberto Carrara | Austria Hannes Obererlacher · Wolfgang Perner · Reinhard Neuner · Ludwig Gredler |

| Mistrzostwa świata Anterselva, 14.2.1995 – 19.2.1995 | Mistrzostwa świata Anterselva, 14.2.1995 – 19.2.1995 | Mistrzostwa świata Anterselva, 14.2.1995 – 19.2.1995                         | Mistrzostwa świata Anterselva, 14.2.1995 – 19.2.1995                              | Mistrzostwa świata Anterselva, 14.2.1995 – 19.2.1995                           |
| Data                                                 | Konkurencja                                          | miejsce                                                                      | miejsce                                                                           | miejsce                                                                        |
| ---------------------------------------------------- | ---------------------------------------------------- | ---------------------------------------------------------------------------- | --------------------------------------------------------------------------------- | ------------------------------------------------------------------------------ |
| 14 lutego 1995                                       | Drużynowy (10 km)                                    | Norwegia Dag Bjørndalen · Frode Andresen · Halvard Hanevold · Jon Åge Tyldum | Czechy Petr Garabík · Roman Dostál · Jiří Holubec · Ivan Masařík                  | Francja Thierry Dusserre · Franck Perrot · Lionel Laurent · Stéphane Bouthiaux |
| 16 lutego 1995                                       | Bieg indywidualny (20 km)                            | Tomasz Sikora                                                                | Jon Åge Tyldum                                                                    | Oleg Ryżenkow                                                                  |
| 18 lutego 1995                                       | Sprint (10 km)                                       | Patrice Bailly-Salins                                                        | Pawieł Muslimow                                                                   | Ricco Groß                                                                     |
| 19 lutego 1995                                       | Sztafeta (4 × 7,5 km)                                | Niemcy Ricco Groß · Mark Kirchner · Frank Luck · Sven Fischer                | Francja Lionel Laurent · Patrice Bailly-Salins · Thierry Dusserre · Hervé Flandin | Białoruś Igor Chochriakow · Aleksandr Popow · Oleg Ryżenkow · Wadim Saszurin   |

| 5. Lahti, 9.3.1995 – 12.3.1995 | 5. Lahti, 9.3.1995 – 12.3.1995 | 5. Lahti, 9.3.1995 – 12.3.1995                                               | 5. Lahti, 9.3.1995 – 12.3.1995                                                   | 5. Lahti, 9.3.1995 – 12.3.1995                                               |
| Data                           | Konkurencja                    | miejsce                                                                      | miejsce                                                                          | miejsce                                                                      |
| ------------------------------ | ------------------------------ | ---------------------------------------------------------------------------- | -------------------------------------------------------------------------------- | ---------------------------------------------------------------------------- |
| 9 marca 1995                   | Bieg indywidualny (20 km)      | Ludwig Gredler                                                               | Hervé Flandin                                                                    | Wilfried Pallhuber                                                           |
| 11 marca 1995                  | Sprint (10 km)                 | Oleg Ryżenkow                                                                | Sven Fischer                                                                     | Matjaž Poklukar                                                              |
| 12 marca 1995                  | Sztafeta (4 × 7,5 km)          | Rosja Wiktor Majgurow · Władimir Draczow · Eduard Riabow · Aleksiej Kobielew | Francja Franck Perrot · Patrice Bailly-Salins · Thierry Dusserre · Hervé Flandin | Finlandia Vesa Hietalahti · Ville Räikkönen · Harri Eloranta · Erkki Latvala |

| 6. Lillehammer, 16.3.1995 – 19.3.1995 | 6. Lillehammer, 16.3.1995 – 19.3.1995 | 6. Lillehammer, 16.3.1995 – 19.3.1995                                               | 6. Lillehammer, 16.3.1995 – 19.3.1995                                             | 6. Lillehammer, 16.3.1995 – 19.3.1995                                 |
| Data                                  | Konkurencja                           | miejsce                                                                             | miejsce                                                                           | miejsce                                                               |
| ------------------------------------- | ------------------------------------- | ----------------------------------------------------------------------------------- | --------------------------------------------------------------------------------- | --------------------------------------------------------------------- |
| 16 marca 1995                         | Bieg indywidualny (20 km)             | Vesa Hietalahti                                                                     | Ludwig Gredler                                                                    | Peter Sendel                                                          |
| 18 marca 1995                         | Sprint (10 km)                        | Wiktor Majgurow                                                                     | Johann Passler                                                                    | Ole Einar Bjørndalen                                                  |
| 19 marca 1995                         | Sztafeta (4 × 7,5 km)                 | Norwegia Ole Einar Bjørndalen · Jon Åge Tyldum · Frode Andresen · Kjell Ove Oftedal | Francja Raphaël Poirée · Patrice Bailly-Salins · Thierry Dusserre · Hervé Flandin | Niemcy Peter Sendel · Jens Steinigen · Carsten Heymann · Sven Fischer |

### Klasyfikacje
| Miejsce | Zawodnik              | Punkty |
| ------- | --------------------- | ------ |
| 1.      | Jon Åge Tyldum        | 195    |
| 2.      | Patrick Favre         | 193    |
| 3.      | Wilfried Pallhuber    | 178    |
| 4.      | Ole Einar Bjørndalen  | 178    |
| 5.      | Oleg Ryżenkow         | 169    |
| 6.      | Eduard Riabow         | 148    |
| 7.      | Patrice Bailly-Salins | 142    |
| 8.      | Ricco Groß            | 130    |
| 9.      | Władimir Draczow      | 129    |
| 10.     | Frank Luck            | 129    |

| Miejsce | Zawodnik            | Punkty |
| ------- | ------------------- | ------ |
| 11.     | Pieralberto Carrara | 127    |
| 12.     | Ludwig Gredler      | 123    |
| 13.     | Pawieł Muslimow     | 120    |
| 14.     | Mark Kirchner       | 114    |
| 15.     | Hervé Flandin       | 112    |
| 16.     | Tomasz Sikora       | 109    |
| 17.     | Jens Steinigen      | 98     |
| 18.     | Sven Fischer        | 95     |
| 19.     | Wadim Saszurin      | 92     |
| 20.     | Aleksiej Kobielew   | 90     |

| Miejsce | Zawodnik              | Punkty |
| ------- | --------------------- | ------ |
| 1.      | Patrick Favre         | 105    |
| 2.      | Wilfried Pallhuber    | 103    |
| 3.      | Jon Åge Tyldum        | 100    |
| 4.      | Tomasz Sikora         | 99     |
| 5.      | Eduard Riabow         | 85     |
| 6.      | Patrice Bailly-Salins | 77     |
| 7.      | Ludwig Gredler        | 69     |
| 8.      | Władimir Draczow      | 64     |
| 9.      | Vesa Hietalahti       | 63     |
| 10.     | Oleg Ryżenkow         | 63     |

| Miejsce | Zawodnik             | Punkty |
| ------- | -------------------- | ------ |
| 1.      | Ole Einar Bjørndalen | 115    |
| 2.      | Oleg Ryżenkow        | 105    |
| 3.      | Pawieł Muslimow      | 96     |
| 4.      | Jon Åge Tyldum       | 95     |
| 5.      | Patrick Favre        | 88     |
| 6.      | Aleksiej Kobielew    | 87     |
| 7.      | Pieralberto Carrara  | 87     |
| 8.      | Frank Luck           | 81     |
| 9.      | Wilfried Pallhuber   | 75     |
| 10.     | Ricco Groß           | 74     |

| Miejsce | Reprezentacja | Punkty |
| ------- | ------------- | ------ |
| 1.      | Rosja         | 112    |
| 2.      | Niemcy        | 108    |
| 3.      | Norwegia      | 101    |
| 4.      | Francja       | 99     |
| 5.      | Włochy        | 95     |
| 6.      | Białoruś      | 82     |
| 7.      | Szwecja       | 82     |
| 8.      | Austria       | 81     |
| 9.      | Finlandia     | 81     |
| 10.     | Polska        | 75     |

| Puchar narodów |          |        |
| \| Miejsce \| Zawodnik \| Punkty \| \| ------- \| -------- \| ------ \| \| 1. \| Włochy \| 3737 \| \| 2. \| Niemcy \| 3713 \| \| 3. \| Rosja \| 3589 \| \| 4. \| Norwegia \| 3508 \| \| 5. \| Francja \| 3469 \| \| 6. \| \| \| \| 7. \| \| \| \| 8. \| \| \| \| 9. \| \| \| \| 10. \| \| \| |          |        |
| Miejsce | Zawodnik | Punkty |
| 1. | Włochy   | 3737   |
| 2. | Niemcy   | 3713   |
| 3. | Rosja    | 3589   |
| 4. | Norwegia | 3508   |
| 5. | Francja  | 3469   |
| 6. |          |        |
| 7. |          |        |
| 8. |          |        |
| 9. |          |        |
| 10. |          |        |

## Kobiety

### Wyniki
| 1. Bad Gastein, 8.12.1994 – 11.12.1994 | 1. Bad Gastein, 8.12.1994 – 11.12.1994 | 1. Bad Gastein, 8.12.1994 – 11.12.1994                                        | 1. Bad Gastein, 8.12.1994 – 11.12.1994                                        | 1. Bad Gastein, 8.12.1994 – 11.12.1994                                      |
| Data                                   | Konkurencja                            | miejsce                                                                       | miejsce                                                                       | miejsce                                                                     |
| -------------------------------------- | -------------------------------------- | ----------------------------------------------------------------------------- | ----------------------------------------------------------------------------- | --------------------------------------------------------------------------- |
| 8 grudnia 1994                         | Bieg indywidualny (15 km)              | Anne Briand                                                                   | Simone Greiner-Petter-Memm                                                    | Swietłana Paramygina                                                        |
| 10 grudnia 1994                        | Sprint (7,5 km)                        | Hildegunn Fossen                                                              | Elin Kristiansen                                                              | Irina Mileszyna                                                             |
| 11 grudnia 1994                        | Sztafeta (4 × 7,5 km)                  | Francja Corinne Niogret · Véronique Claudel · Emmanuelle Claret · Anne Briand | Norwegia Elin Kristiansen · Åse Idland · Annette Sikveland · Hildegunn Fossen | Niemcy Uschi Disl · Antje Harvey · Simone Greiner-Petter-Memm · Petra Behle |

| 2. Bad Gastein, 14.12.1994 – 17.12.1994 | 2. Bad Gastein, 14.12.1994 – 17.12.1994 | 2. Bad Gastein, 14.12.1994 – 17.12.1994                                       | 2. Bad Gastein, 14.12.1994 – 17.12.1994                                     | 2. Bad Gastein, 14.12.1994 – 17.12.1994                                       |
| Data                                    | Konkurencja                             | miejsce                                                                       | miejsce                                                                     | miejsce                                                                       |
| --------------------------------------- | --------------------------------------- | ----------------------------------------------------------------------------- | --------------------------------------------------------------------------- | ----------------------------------------------------------------------------- |
| 14 grudnia 1994                         | Bieg indywidualny (15 km)               | Petra Behle                                                                   | Anne Briand                                                                 | Wałentyna Cerbe-Nesina                                                        |
| 16 grudnia 1994                         | Sprint (7,5 km)                         | Simone Greiner-Petter-Memm                                                    | Antje Harvey                                                                | Uschi Disl                                                                    |
| 17 grudnia 1994                         | Sztafeta (4 × 7,5 km)                   | Norwegia Åse Idland · Annette Sikveland · Hildegunn Fossen · Elin Kristiansen | Niemcy Antje Harvey · Uschi Disl · Simone Greiner-Petter-Memm · Petra Behle | Francja Corinne Niogret · Véronique Claudel · Emmanuelle Claret · Anne Briand |

| 3. Oberhof, 19.1.1995 – 22.1.1995 | 3. Oberhof, 19.1.1995 – 22.1.1995 | 3. Oberhof, 19.1.1995 – 22.1.1995                                            | 3. Oberhof, 19.1.1995 – 22.1.1995                                                     | 3. Oberhof, 19.1.1995 – 22.1.1995                                   |
| Data                              | Konkurencja                       | miejsce                                                                      | miejsce                                                                               | miejsce                                                             |
| --------------------------------- | --------------------------------- | ---------------------------------------------------------------------------- | ------------------------------------------------------------------------------------- | ------------------------------------------------------------------- |
| 19 stycznia 1995                  | Bieg indywidualny (15 km)         | Uschi Disl                                                                   | Simone Greiner-Petter-Memm                                                            | Iwa Karagiozowa                                                     |
| 21 stycznia 1995                  | Sprint (7,5 km)                   | Anne Briand                                                                  | Nadieżda Tałanowa                                                                     | Mari Lampinen                                                       |
| 22 stycznia 1995                  | Drużynowo (7,5 km)                | Francja Florence Baverel · Emmanuelle Claret · Corinne Niogret · Anne Briand | Ukraina Ołena Petrowa · Nadija Biełowa · Wałentyna Cerbe-Nesina · Tetiana Wodopjanowa | Czechy Renata Novotná · Jiřina Rázlová · Petra Nosková · Eva Háková |

| 4. Ruhpolding, 26.1.1995 – 29.1.1995 | 4. Ruhpolding, 26.1.1995 – 29.1.1995 | 4. Ruhpolding, 26.1.1995 – 29.1.1995                                        | 4. Ruhpolding, 26.1.1995 – 29.1.1995                                              | 4. Ruhpolding, 26.1.1995 – 29.1.1995                                         |
| Data                                 | Konkurencja                          | miejsce                                                                     | miejsce                                                                           | miejsce                                                                      |
| ------------------------------------ | ------------------------------------ | --------------------------------------------------------------------------- | --------------------------------------------------------------------------------- | ---------------------------------------------------------------------------- |
| 26 stycznia 1995                     | Bieg indywidualny (15 km)            | Swietłana Paramygina                                                        | Florence Baverel                                                                  | Nathalie Santer                                                              |
| 28 stycznia 1995                     | Sprint (7,5 km)                      | Magdalena Wallin                                                            | Florence Baverel                                                                  | Nadieżda Tałanowa                                                            |
| 29 stycznia 1995                     | Sztafeta (4 × 7,5 km)                | Niemcy Uschi Disl · Antje Harvey · Simone Greiner-Petter-Memm · Petra Behle | Rosja Nadieżda Tałanowa · Swietłana Pieczorska · Galina Kuklewa · Anfisa Riezcowa | Francja Corinne Niogret · Emmanuelle Claret · Florence Baverel · Anne Briand |

| Mistrzostwa świata Anterselva, 14.2.1995 – 19.2.1995 | Mistrzostwa świata Anterselva, 14.2.1995 – 19.2.1995 | Mistrzostwa świata Anterselva, 14.2.1995 – 19.2.1995                                         | Mistrzostwa świata Anterselva, 14.2.1995 – 19.2.1995                         | Mistrzostwa świata Anterselva, 14.2.1995 – 19.2.1995                                         |
| Data                                                 | Konkurencja                                          | miejsce                                                                                      | miejsce                                                                      | miejsce                                                                                      |
| ---------------------------------------------------- | ---------------------------------------------------- | -------------------------------------------------------------------------------------------- | ---------------------------------------------------------------------------- | -------------------------------------------------------------------------------------------- |
| 14 lutego 1995                                       | Drużynowy (7,5 km)                                   | Norwegia Elin Kristiansen · Annette Sikveland · Gunn Margit Andreassen · Ann-Elen Skjelbreid | Niemcy Kathi Schwaab · Simone Greiner-Petter-Memm · Uschi Disl · Petra Behle | Francja Emmanuelle Claret · Véronique Claudel · Anne Briand · Corinne Niogret                |
| 16 lutego 1995                                       | Bieg indywidualny (15 km)                            | Corinne Niogret                                                                              | Uschi Disl                                                                   | Ekaterina Dafowska                                                                           |
| 18 lutego 1995                                       | Sprint (7,5 km)                                      | Anne Briand                                                                                  | Uschi Disl                                                                   | Corinne Niogret                                                                              |
| 19 lutego 1995                                       | Sztafeta (4 × 7,5 km)                                | Niemcy Uschi Disl · Antje Harvey · Simone Greiner-Petter-Memm · Petra Behle                  | Francja Corinne Niogret · Véronique Claudel · Florence Baverel · Anne Briand | Norwegia Ann-Elen Skjelbreid · Hildegunn Fossen · Annette Sikveland · Gunn Margit Andreassen |

| 5. Lahti, 9.3.1995 – 12.3.1995 | 5. Lahti, 9.3.1995 – 12.3.1995 | 5. Lahti, 9.3.1995 – 12.3.1995                                              | 5. Lahti, 9.3.1995 – 12.3.1995                                                            | 5. Lahti, 9.3.1995 – 12.3.1995                                            |
| Data                           | Konkurencja                    | miejsce                                                                     | miejsce                                                                                   | miejsce                                                                   |
| ------------------------------ | ------------------------------ | --------------------------------------------------------------------------- | ----------------------------------------------------------------------------------------- | ------------------------------------------------------------------------- |
| 9 marca 1995                   | Bieg indywidualny (15 km)      | Martina Jašicová                                                            | Andreja Grašič                                                                            | Corinne Niogret                                                           |
| 11 marca 1995                  | Sprint (7,5 km)                | Swietłana Paramygina                                                        | Galina Kuklewa                                                                            | Emmanuelle Claret                                                         |
| 12 marca 1995                  | Sztafeta (4 × 7,5 km)          | Niemcy Uschi Disl · Antje Harvey · Simone Greiner-Petter-Memm · Petra Behle | Norwegia Ann-Elen Skjelbreid · Liv Grete Skjelbreid · Hildegunn Fossen · Elin Kristiansen | Rosja Olga Mielnik · Nadieżda Tałanowa · Irina Mileszyna · Galina Kuklewa |

| 6. Lillehammer, 16.3.1995 – 19.3.1995 | 6. Lillehammer, 16.3.1995 – 19.3.1995 | 6. Lillehammer, 16.3.1995 – 19.3.1995                                        | 6. Lillehammer, 16.3.1995 – 19.3.1995                                       | 6. Lillehammer, 16.3.1995 – 19.3.1995                                                      |
| Data                                  | Konkurencja                           | miejsce                                                                      | miejsce                                                                     | miejsce                                                                                    |
| ------------------------------------- | ------------------------------------- | ---------------------------------------------------------------------------- | --------------------------------------------------------------------------- | ------------------------------------------------------------------------------------------ |
| 16 marca 1995                         | Bieg indywidualny (15 km)             | Swietłana Paramygina                                                         | Nadieżda Tałanowa                                                           | Galina Kuklewa                                                                             |
| 18 marca 1995                         | Sprint (7,5 km)                       | Galina Kuklewa                                                               | Anne Briand                                                                 | Emmanuelle Claret                                                                          |
| 19 marca 1995                         | Sztafeta (4 × 7,5 km)                 | Francja Florence Baverel · Emmanuelle Claret · Anne Briand · Corinne Niogret | Niemcy Uschi Disl · Antje Harvey · Simone Greiner-Petter-Memm · Petra Behle | Norwegia Ann-Elen Skjelbreid · Liv Grete Skjelbreid · Annette Sikveland · Elin Kristiansen |

### Klasyfikacje
| Miejsce | Zawodniczka          | Punkty |
| ------- | -------------------- | ------ |
| 1.      | Anne Briand          | 241    |
| 2.      | Swietłana Paramygina | 233    |
| 3.      | Uschi Disl           | 220    |
| 4.      | Corinne Niogret      | 208    |
| 5.      | Magdalena Wallin     | 178    |
| 6.      | Nadieżda Tałanowa    | 172    |
| 7.      | Florence Baverel     | 167    |
| 8.      | Andreja Grašič       | 167    |
| 9.      | Mari Lampinen        | 155    |
| 10.     | Petra Behle          | 153    |

| Miejsce | Zawodniczka                | Punkty |
| ------- | -------------------------- | ------ |
| 11.     | Elin Kristiansen           | 153    |
| 12.     | Emmanuelle Claret          | 148    |
| 13.     | Simone Greiner-Petter-Memm | 145    |
| 14.     | Soňa Mihoková              | 145    |
| 15.     | Ołena Petrowa              | 122    |
| 16.     | Nathalie Santer            | 118    |
| 17.     | Hildegunn Fossen           | 112    |
| 18.     | Galina Kuklewa             | 107    |
| 19.     | Tetiana Wodopjanowa        | 107    |
| 20.     | Martina Halinárová         | 94     |

| Miejsce | Zawodniczka                | Punkty |
| ------- | -------------------------- | ------ |
| 1.      | Swietłana Paramygina       | 128    |
| 2.      | Uschi Disl                 | 114    |
| 3.      | Anne Briand                | 111    |
| 4.      | Corinne Niogret            | 103    |
| 5.      | Florence Baverel           | 92     |
| 6.      | Simone Greiner-Petter-Memm | 90     |
| 7.      | Magdalena Wallin           | 86     |
| 8.      | Nadieżda Tałanowa          | 78     |
| 9.      | Mari Lampinen              | 76     |
| 10.     | Andreja Grašič             | 74     |

| Miejsce | Zawodniczka          | Punkty |
| ------- | -------------------- | ------ |
| 1.      | Anne Briand          | 130    |
| 2.      | Uschi Disl           | 106    |
| 3.      | Swietłana Paramygina | 105    |
| 4.      | Corinne Niogret      | 105    |
| 5.      | Hildegunn Fossen     | 95     |
| 6.      | Nadieżda Tałanowa    | 94     |
| 7.      | Emmanuelle Claret    | 93     |
| 8.      | Andreja Grašič       | 93     |
| 9.      | Magdalena Wallin     | 92     |
| 10.     | Soňa Mihoková        | 86     |

| Miejsce | Reprezentacja | Punkty |
| ------- | ------------- | ------ |
| 1.      | Niemcy        | 116    |
| 2.      | Francja       | 110    |
| 3.      | Norwegia      | 106    |
| 4.      | Rosja         | 92     |
| 5.      | Polska        | 82     |
| 6.      | Słowacja      | 80     |
| 7.      | Ukraina       | 77     |
| 8.      | Białoruś      | 76     |
| 9.      | Bułgaria      | 72     |
| 10.     | Czechy        | 69     |

| Puchar narodów |               |        |
| \| Miejsce \| Reprezentacja \| Punkty \| \| ------- \| ------------- \| ------ \| \| 1. \| Francja \| 3796 \| \| 2. \| Niemcy \| 3692 \| \| 3. \| Rosja \| 3497 \| \| 4. \| Norwegia \| 3488 \| \| 5. \| Ukraina \| 3396 \| \| 6. \| \| \| \| 7. \| \| \| \| 8. \| \| \| \| 9. \| \| \| \| 10. \| \| \| |               |        |
| Miejsce | Reprezentacja | Punkty |
| 1. | Francja       | 3796   |
| 2. | Niemcy        | 3692   |
| 3. | Rosja         | 3497   |
| 4. | Norwegia      | 3488   |
| 5. | Ukraina       | 3396   |
| 6. |               |        |
| 7. |               |        |
| 8. |               |        |
| 9. |               |        |
| 10. |               |        |